# Ulrich Kleemann
Pour les articles homonymes, voir Kleemann.
Ulrich Kleemann (23 mars 1892 à Langensalza - 1er janvier 1963 à Oberursel) est un General der Panzertruppe allemand qui a servi au sein de la Heer dans la Wehrmacht pendant la Seconde Guerre mondiale.

## Biographie
Ulrich Kleemann s'engage le 23 octobre 1911 dans le 21e régiment de dragons en tant que porte-drapeau. Après avoir été promu lieutenant le 16 juin 1913, il est affecté à l'école d'équitation des officiers à Paderborn en octobre 1913. Au début de la guerre, il est transféré au 21e régiment de dragons et part en campagne avec lui. 
Ulrich Kleemann était un Lieutenant Général de la Wehrmacht pendant la seconde Guerre Mondiale et récipiendaire de la Croix de Chevalier de la Croix de Fer le 13 octobre 1941. Il a commandé la 90e Division légère d'Afrique en Afrique du Nord du 10 avril 1942 au 13 juillet 1942 et du 10 août 1942 au 1er novembre 1942.
Au cours de la Campagne du Dodécanèse, Kleemann commande la division d'assaut Rhodes (Sturm-Division des Rhodos) pendant l'attaque de la garnison italienne de Rhodes. Kleeman bat les Italiens en deux jours, avant l'arrivée de renforts britanniques. En septembre 1943, à peine deux semaines après la reddition italienne, les forces britanniques débarquent sur Samos, Leros, et Kos. Kleemann contre-attaque et défait les trois garnisons britanniques.
Du 27 novembre 1944 au 8 mai 1945, Kleeman commande la Panzer Corps Feldherrnhalle sur le Front de l'est. La division de Kleeman combat en Hongrie et est détruite dans la Bataille de Budapest.

## Promotions
| Fahnenjunker-Unteroffizier | 31 mars 1912      |
| Fähnrich                   | 18 août 1912      |
| Leutnant                   | 16 juin 1913      |
| Oberleutnant               | 18 juin 1916      |
| Rittmeister                | 1er octobre 1923  |
| Major                      | 1er août 1933     |
| Oberstleutnant             | 1er mars 1936     |
| Oberst                     | 1er octobre 1938  |
| Generalmajor               | 1er novembre 1941 |
| Generalleutnant            | 10 juin 1943      |
| General der Panzertruppe   | 20 octobre 1944   |

## Décorations
- Croix de fer (1914)
  - 2e classe (26 octobre 1914)
  - 1re classe (8 juillet 1918)
- Insigne des blessés (1914)
  - en noir
- Croix de chevalier de l'ordre du Lion de Zaeringen 2e Classe avec glaives
- Croix d'honneur
- Österr. Kriegs-Erinnerungs-Medaille avec glaives
- Médaille de service de la Wehrmacht 4e à 1re Classe
- Agrafe de la croix de fer (1939)
  - 2e classe (19 septembre 1939)
  - 1re classe (25 octobre 1939)
- Croix de chevalier de la croix de fer avec feuilles de chêne
  - Croix de chevalier le 13 octobre 1941 en tant que Oberst et commandant du 3. Schützen-Regiment
  - 304e feuilles de chêne le 16 septembre 1943 en tant que Generalleutnant et commandant de la Sturm-Division Rhodos
- Bande de bras Afrika
- Mentionné dans le bulletin radiophonique Wehrmachtbericht (28 octobre 1944)